# بورس ژازدک

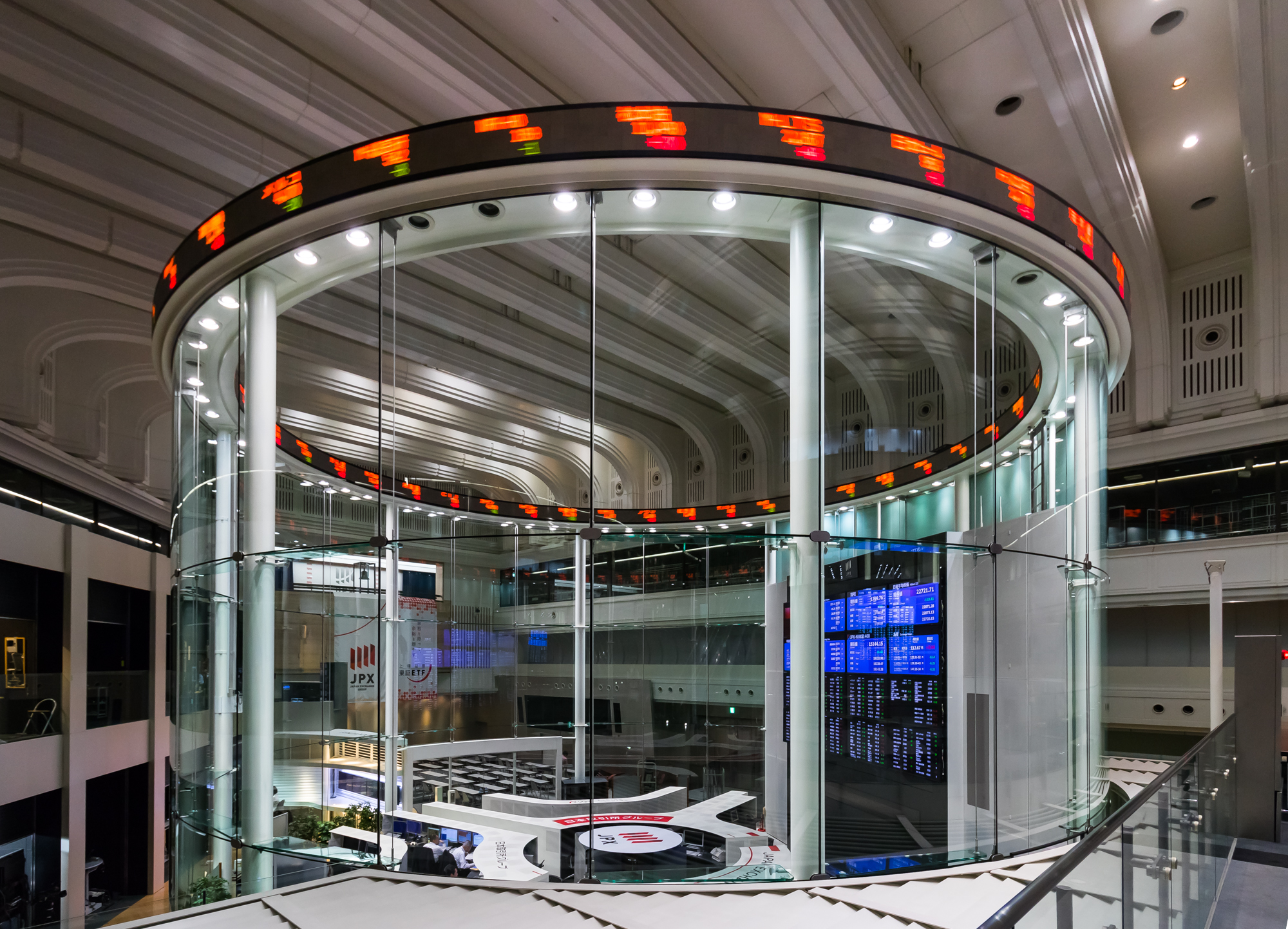
بازار بورس توکیو

بورس ژازدک (انگلیسی: JASDAQ Securities Exchange) بازار بورس اوراق بهادار ژاپنی است، که از زیرمجموعه‌های بازار بورس توکیو محسوب می‌شود. بورس ژازدک در سال ۱۹۶۳ به‌عنوان یک بازار بورس مستقل تأسیس شد.